# 2005 videójátékai
Ez a lista a 2005-ben megjelent videójátékokat tartalmazza.

## Események/Megjelent játékok

### Lényegesebb megjelenések
- január 11. – Resident Evil 4 (GameCube)
- január 11. – Mercenaries: Playground of Destruction (PS2, Xbox)
- január 25. – Oddworld: Stranger’s Wrath (Xbox)
- február 8. – Star Wars: Knights of the Old Republic II: The Sith Lords (PC)
- február 14. – WarioWare: Touched! (DS)
- február 22. – Gran Turismo 4 (PS2)
- február 24. – Tekken 5 (PS2)
- március – Archlord (Dél-Koreában)
- március 1. – Brothers In Arms: Road to Hill 30 (Xbox)
- március 1. – Devil May Cry 3: Dante's Awakening (PS2)
- március 15. – Brothers In Arms: Road to Hill 30 (PC, PS2)
- március 21. – TimeSplitters: Future Perfect (PS2, Xbox, GameCube)
- március 22. – God of War (PS2)
- március 22. – Lumines (PlayStation Portable)
- március 22. – The Matrix Online (PC)
- március 22. – Metal Gear Acid (PlayStation Portable)
- március 29. – Dynasty Warriors 5 (PS2)
- március 31. – Tom Clancy’s Splinter Cell: Chaos Theory (GameCube, PS2, Xbox, PC)
- április 4. – Doom 3: Resurrection of Evil (PC)
- április 5. – Lego Star Wars: The Video Game (GameCube, GBA, PC, PS2, Xbox)
- április 12. – Jade Empire (Xbox)
- április 19. – Psychonauts (Xbox)
- április 26. – Psychonauts (PC)
- május 23. – WarioWare: Twisted! (GBA)
- május 23. – Fire Emblem: The Sacred Stones (GBA)
- június 7. – Medal of Honor: European Assault (PS2, Xbox, GameCube)
- június 10. – Grand Theft Auto: San Andreas (PC), Xbox
- június 13. – Kirby: Canvas Curse (DS)
- június 21. – Battlefield 2 (PC)
- június 21. – Psychonauts (PS2)
- június 21. – Destroy All Humans (PS2, Xbox)
- június 27. – Meteos (DS)
- július 25. – Codename: Panzers – Phase Two (PC)
- augusztus 8. – Madden NFL 06 (PS2, DS, GameCube)
- augusztus 16. – Dungeon Siege II (PC)
- augusztus 16. – EyeToy: Play 2 (PS2)
- augusztus 17. – Madden NFL 06 (PC)
- augusztus 22. – Nintendogs (DS)
- augusztus 22. – Advance Wars: Dual Strike (DS)
- augusztus 23. – Incredible Hulk: Ultimate Destruction (PS2, GameCube, Xbox)
- szeptember 13. – Dynasty Warriors 5 (Xbox)
- szeptember 13. – EverQuest II: Desert Of Flames (PC)
- szeptember 20. – Ninja Gaiden Black (Xbox)
- október 7. – Black & White 2 (PC)
- október 17. – F.E.A.R. (PC)
- október 18. – Quake 4 (PC, Xbox 360)
- október 18. – Age of Empires III (PC)
- október 18. – Shadow of the Colossus (PS2)
- október 19. – Fire Emblem: Path of Radiance (GameCube)
- október 24. – Club Penguin (PC)
- október 25. – Battlefield 2: Modern Combat (PS2, Xbox)
- október 25. – Call of Duty 2  (Adobe Flash)
- október 25. – Civilization IV (PC)
- október 25. – Resident Evil 4 (PS2)
- október 25. – Soul Calibur III (PS2)
- október 28. – Tony Hawk’s American Wasteland (PS2, Xbox, Xbox 360, GameCube, PC)
- november 1. – Call of Duty 2: Big Red One (GC, PS2, Xbox)
- november 1. – Star Wars Battlefront 2 PS2, Xbox, (PC)
- november 7. – Kameo: Elements of Power (Xbox 360)
- november 14. – Mario Kart DS (Nintendo DS)
- november 14. – Shadow the Hedgehog (PS2, Xbox, Nintendo GameCube)
- november 15. – Sonic Rush (Nintendo DS)
- november 15. – Call of Duty 2 (Xbox 360)
- november 16. – Need for Speed: Most Wanted (PS2, Xbox, Xbox 360, Nintendo GameCube, PC, PSP, Nintendo DS, GBA)
- november 17. – Perfect Dark Zero (Xbox 360)
- november 18. – Quake 4 (Xbox 360)
- november 21. – Battlefield 2: Special Forces (PC)
- november 22. – Dragon Quest VIII(PS2)
- december 5. – Animal Crossing: Wild World (Nintendo DS)
- december 12. – Final Fantasy IV (GBA)

### Videójáték eladások
| Helyezés | Cím                                        | Platform | Kiadó                       |
| -------- | ------------------------------------------ | -------- | --------------------------- |
| 1        | Madden NFL 06                              | PS2      | Electronic Arts             |
| 2        | Pokémon Emerald                            | GBA      | Nintendo                    |
| 3        | Gran Turismo 4                             | PS2      | Sony Computer Entertainment |
| 4        | Madden NFL 06                              | Xbox     | Electronic Arts             |
| 5        | NCAA Football 06                           | PS2      | Electronic Arts             |
| 6        | Star Wars: Battlefront II                  | PS2      | LucasArts                   |
| 7        | MVP Baseball 2005                          | PS2      | Electronic Arts             |
| 8        | Star Wars Episode III: Revenge of the Sith | PS2      | LucasArts                   |
| 9        | NBA Live 06                                | PS2      | Electronic Arts             |
| 10       | Lego Star Wars: The Video Game             | PS2      | Eidos Interactive           |

### Számítógépesjáték-eladások
| Helyezés | Cím                     | Kiadó             |
| -------- | ----------------------- | ----------------- |
| 1        | World of Warcraft       | Vivendi Universal |
| 2        | The Sims 2: Egyetem     | Electronic Arts   |
| 3        | The Sims 2              | Electronic Arts   |
| 4        | Guild Wars              | Ncsoft            |
| 5        | Roller Coaster Tycoon 3 | Atari             |
| 6        | Battlefield 2           | Electronic Arts   |
| 7        | The Sims 2: Éjszakák    | Electronic Arts   |
| 8        | Age Of Empires III      | Microsoft         |
| 9        | The Sims Deluxe         | Electronic Arts   |
| 10       | Call of Duty 2          | Activision        |